# Påtår

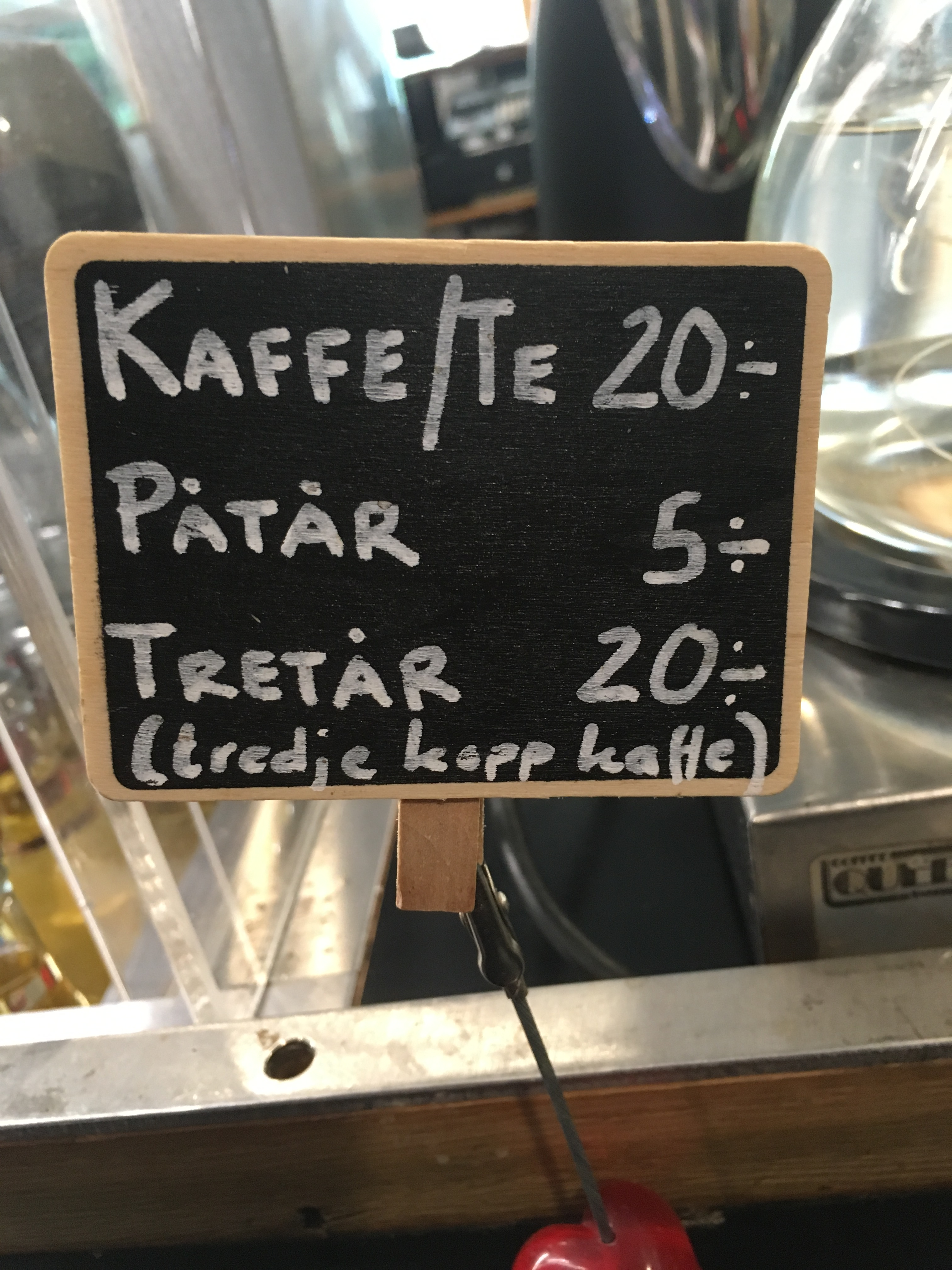
Skylt med orden påtår och tretår i ett kafé. Eftersom ordet tretår är mycket ovanligare följer med det en definition.

Påtår innebär påfyllt kaffe eller annan dryck efter att första koppen är urdrucken.
När koppen fylls med kaffe första gången talar man traditionellt om kaffetår, andra gången om påtår, tredje gången om tretår, fjärde gången om krusetår och femte gången inofficiellt om pintår. Pintår är dock en föråldrad benämning som inte finns med i Svenska Akademiens ordlista.
Påtår finns belagt sedan 1842, kaffetår sedan 1843 och tretår sedan 1892.